# Mateus I da Lorena
Mateus I da Lorena, também denominado Matias I da Lorena (1119 – 13 de maio de 1176) foi o Duque de Lorena de 1138 até sua morte.

## Biografia
Mateus sucedeu seu pai no momento em que a dinastia dos Hohenstaufen na Alemanha, assumia o poder. Mateus casou-se com Berta da Suábia, sobrinha do rei Conrado III e irmã do falecido Imperador Frederico Barbarossa, e fortalecendo assim os vínculos entre Lorena e do Sacro Império Romano.
Mateus I irá acompanhar Barbarossa nas suas muitas viagens, principalmente em 1155 quando este parte para Roma a fim de estar presente na coroação de Papa Adriano IV. Tomou também parte na luta entre o imperador e o antipapa Victor IV por um lado, e o Papa Alexandre III e os reis de França e Sicília, pelo outro.
No seu ducado, ele conseguiu o domínio graças a vários assaltos ilegais que fez à Diocese de Toul para o expandir, sendo por esse facto excomungado. Ele também fez grandes doações à igreja e fundou vários mosteiros, incluindo o Mosteiro de Clairlieu, onde ele e sua esposa foram enterrados.

## Relações familiares
Foi filho de Simão I da Lorena, Duque de Lorena e de Adelaide de Lovaina, filha do primeiro casamento de sua madrasta, Gertrude da Flandres, com Henrique III de Lovaina. Do seu casamento com Berta da Suábia (1138), ele teve:
1. Simão I da Lorena (1140 - 1 de abril de 1206), sucessor de seu pai nos destinos da Lorena.
2. Frederico I da Lorena (c. 1143 - 7 de abril de 1207), conde de Bitche e casado com Ludmilla da Polónia (? - 1223), filha de Miecislau III da Polónia (1126 - 13 de março de 1202).
3. Judite da Lorena (falecida em 1173), casou com Stephen II, conde de Auxonne (1170)
4. Alice da Lorena (? - 1200), casada com Hugo III da Borgonha, duque de Borgonha.
5. Thierry da Lorena (morreu 1181), bispo de Metz (1174-1179)
6. Mateus da Lorena (? - 1208), conde de Toul.
7. Filha cujo nome os anais não registaram e que morreu jovem.[3]

## Bibliografa
- Henry Bogdan, La Lorraine des ducs, sept siècles d'histoire.